# 貝爾207蘇族偵察兵直升機
蘇族偵查兵直升機（英語：Sioux Scout)是一款基於貝爾47直升機改裝的攻擊直升機，由貝爾直升機公司根據美國陸軍的合同開發。其作用為貝爾D-255的概念驗證機。具有串聯駕駛艙、短翼、和一個安裝在機頭上的砲塔。其命名保持美軍以美洲原住民命名的傳統，源於蘇族。

## 發展

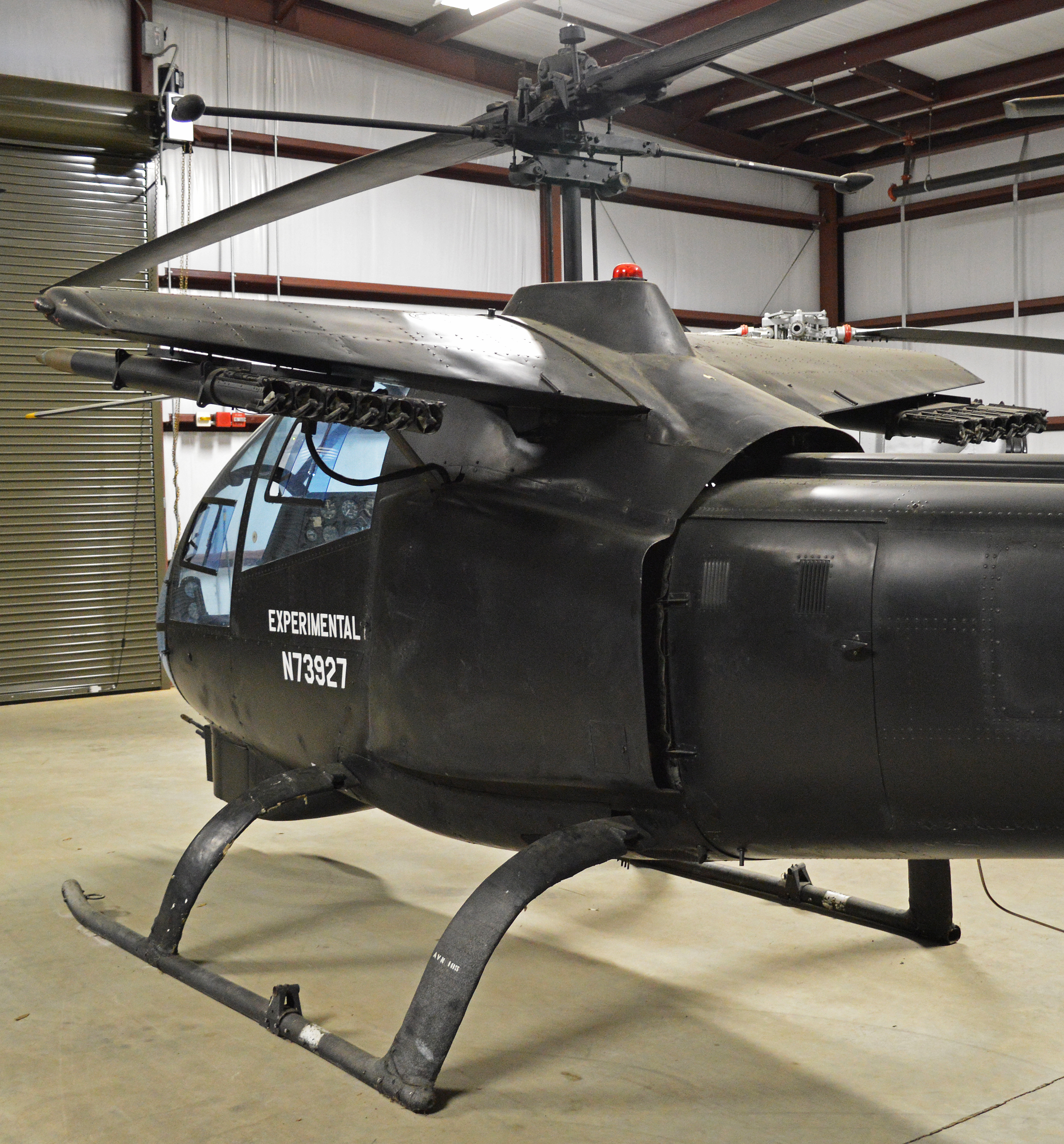
蘇族偵察兵的短翼

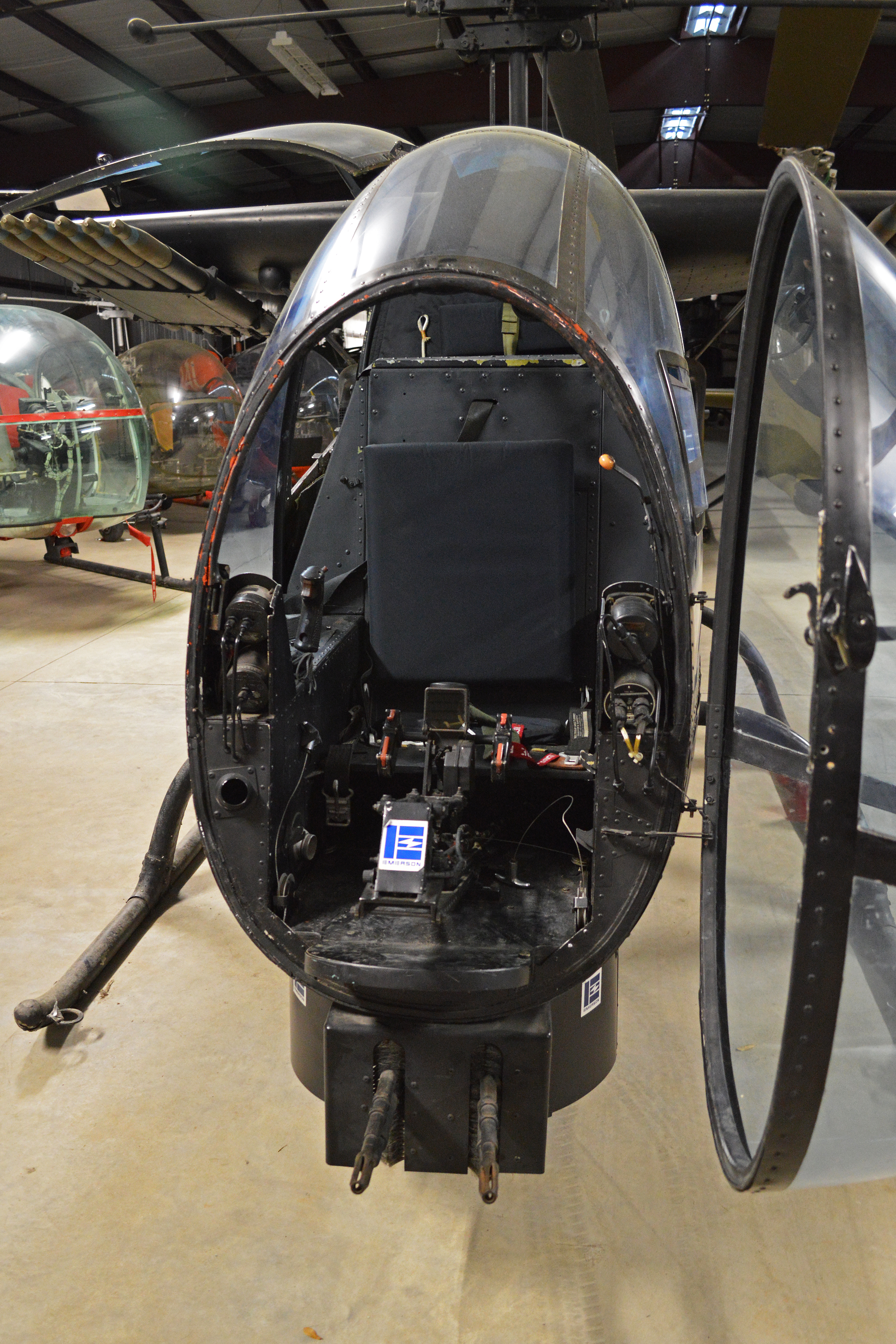
砲手艙

貝爾於1962年6月向陸軍官員展示了D-255“易洛魁勇士”的模型，希望能進一步籌集開發資金。貝爾D-255計畫為一款基於UH-1B機身和動態部件的專用攻擊直升機，具有新的細長機身和f前後串聯駕駛艙，機頭的球形砲塔中有榴彈發射器和20毫米機炮，短翼則能安裝火箭或反坦克導彈。1962年12月，貝爾和陸軍簽署207 蘇族偵察兵的概念驗證合同。蘇族偵察兵有現代武裝直升機的所有主要特徵——串聯駕駛艙(砲手在前而駕駛在後)、裝配武器的短翼和安裝在下機鼻上的砲塔。Bell 207於1963年6月27 日首飛，而在 1964 年初對蘇族偵察兵進行評估後，陸軍印象深刻，但卻認為蘇族偵察兵體型過小、動力不足，不符合實際需求。

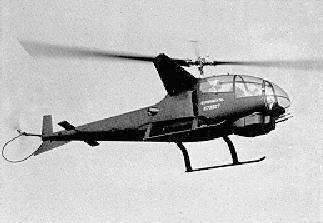

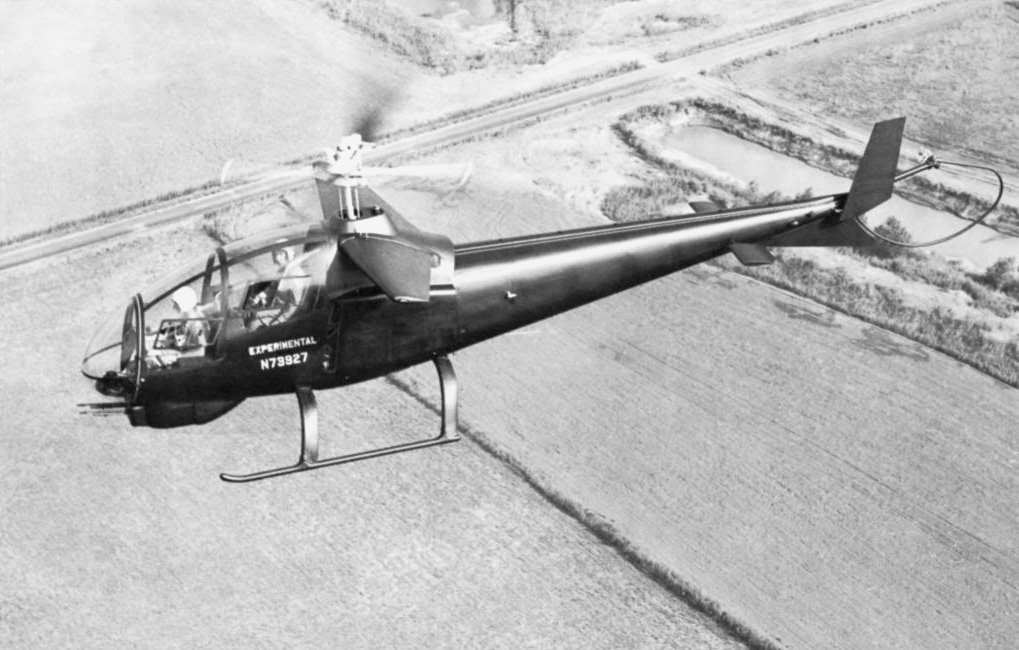

1964年，陸軍要求貝爾為其先進空中火力支援系統計畫（AAFSS）提供新方案。貝爾提出了D-262(D-255的縮小版本)。最終，貝爾落敗於AH-56夏延直升機。

## 外部連結
（页面存档备份，存于）